# Rusty Lemorande
Rusty Lemorande est un réalisateur, scénariste, producteur, directeur des effets spéciaux, et compositeur américain

## Filmographie

### Scénariste
- 1984 : La Belle et l'Ordinateur (Electric Dreams)
- 1986 : Captain Eo
- 1988 : Journey to the Center of the Earth
- 1989 : Getting It Right
- 1994 : Le Tour d'écrou (The Turn of the Screw)

### Producteur
- 1981 : Stand by Your Man
- 1983 : Yentl
- 1984 : La Belle et l'Ordinateur (Electric Dreams) (+ compositeur)
- 1986 : Captain Eo
- 1989 : Getting It Right

### Réalisateur
- 1988 : Journey to the Center of the Earth
- 1994 : Le Tour d'écrou (The Turn of the Screw)

### Directeur des effets spéciaux
- 1978 : Damien : La Malédiction 2
- 1984 : Métropolis (Restauration du film de 1927)
- 1990 : Les Sorcières (The Witches)